# Bulbostylis longiradiata
Bulbostylis longiradiata är en halvgräsart som beskrevs av Paul Goetghebeur. Bulbostylis longiradiata ingår i släktet Bulbostylis och familjen halvgräs. Inga underarter finns listade i Catalogue of Life.